# Julien Louis Bidé de La Granville
Julien Louis Bidé de La Granville est un administrateur et magistrat français né le 4 mai 1688 à Vannes et mort le 15 mai 1760.

## Biographie
Julien Louis Bidé de La Granville est le fils de Louis Charles Marie Bidé de La Granville, conseiller au parlement de Bretagne, et de Marie Descartes. Petit-fils de Joseph Bidé de La Granville et arrière petit-fils de Joachim Descartes, il épouse Pétronille Françoise Pinsonneau (fille d'un premier commis à la Guerre, maître ordinaire en la Chambre des comptes de Paris) et est le grand-père de Mathieu Louis Armand d'Usson.
Julien Luis Bidé appartient à une famille qui dès 1638 occupe des fonctions de premier plan en France, plusieurs actes étaient conservés dans les archives communales de Lille.
Conseiller au Grand Conseil en 1711, maître des requêtes en 1715, il est nommé intendant de la généralité de Riom en 1723 puis de la généralité de Lille 1730.
En 1743, durant la guerre de Succession d'Autriche, il est nommé intendant d'armée en Westphalie et le comte d'Argenson obtient qu'il soit nommé intendant d'Alsace le 16 mars 1743. Il assure la continuité administrative et les relations avec les communautés.
Protégé de la comtesse de Toulouse, il devient chancelier du duc d'Orléans avant de devenir président du Grand Conseil en 1745. Conseiller d'État semestre en 1740 et ordinaire en 1750, il joue un important rôle dans les querelles entre l'Église, les parlements et le roi.

## Descendance
Julien-Louis Bidé de la Grandville et Pétronille-Françoise Pinsonneau ont eu trois enfants :
- Charles-Julien Bidé de la Grandville (1717-1747), écuyer, seigneur de la Grandville, nait à Paris le 21 mars 1717, devient bourgeois de Lille le 3 octobre 1738, est inscrit au rôle des nobles de la province de Flandre le 17 janvier 1740, et meurt à Lille le 25 janvier 1747. Il épouse à Lille le 15 novembre 1738 Marie-Françoise Libert (1717-1758), dame de Quartes, fille de Chrétien-François, écuyer, seigneur de Quartes, conseiller secrétaire du roi, bourgeois de Lille et d'Isabelle-Christine Taviel. Elle vient au monde le 29 septembre 1717, prend pour second mari en 1750 Balthazar-Alexandre de Saint-Aldegonde, comte de Genech et meurt à Paris le 21 novembre 1758[2],[3]
- Marie-Louise Bidé de la Grandville, épouse le 24 janvier 1740 François Armand d’Usson (pl), marquis de Bonnac. Fils de Jean-Louis, et de Madeleine-Françoise de Gontaut, il nait à Constantinople le 7 février 1716. Le marquis de Bonnac réalise une grande carrière : capitaine au régiment de Touraine infanterie, lieutenant du roi au gouvernement de Foix le 23 juin 1738, il devient, après la démission de son père, gouverneur des châteaux d'Usson, de Querigut et autres le 1er octobre 1738, chevalier de l'Ordre de Saint-André de Russie en 1739, mestre de camp d'un régiment de son nom en 1741, brigadier le 27 juillet 1747, maréchal de camp le 25 août 1749, lieutenant-général au gouvernement de Foix en 1750, ambassadeur de France près les États généraux des Provinces-Unies le 11 novembre 1751, lieutenant-général des armées du roi en 1768. Il obtient les grandes entrées de la chambre du roi le 21 juillet 1762. Sa femme est nommée Dame pour accompagner Madame (aînée des filles du roi : Louise-Élisabeth de France), et présentée au roi le 15 avril 1770[2]. Le Marquis de Bonnac et Marie-Louise Bidé de la Grandville sont les parents de Mathieu Louis Armand d'Usson.
- Louis-Joseph Bidé de la Grandville, écuyer, brigadier des armées du roi, colonel d'un régiment d'infanterie, épouse à Paris église Saint-Roch le 7 janvier 1750 Françoise-Thérèse de Clusel, fille de Léonard, seigneur de la Chabrerie et de Thérèse de Tourard[2].

## Sources
- Nouveau Dictionnaire de biographie alsacienne, 1783

## Liens